# Górka Duchowna (przystanek kolejowy)
Górka Duchowna – przystanek osobowy oddalony od miejscowości Górka Duchowna o 1,3 km, w województwie wielkopolskim, w Polsce.

## Ruch pasażerski
| Rok  | Wymiana pasażerska na dobę |
| ---- | -------------------------- |
| 2017 | 50-99                      |
| 2022 | 50-99                      |

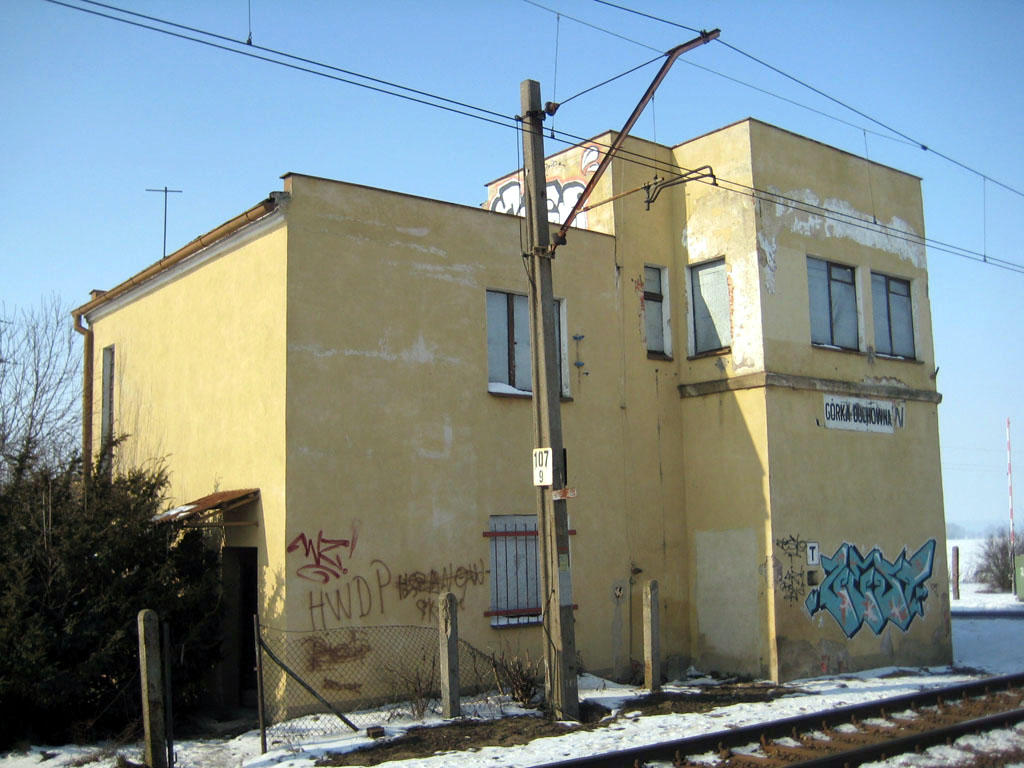
Nieistniejący budynek

Otwarcie przystanku kolejowego w Górce Duchownej nastąpiło w dniu 25 maja 1925 roku. Budynek, gdzie kiedyś mieściła się kasa i poczekalnia, został rozebrany. Zatrzymują się tu tylko pociągi regio. Perony przystanku leżą naprzemiennie po dwóch stronach przejazdu kolejowo-drogowego.